# Pierre le Borgne

Pierre le Bogne (latin : Petrus Monoculus), mort le 29 octobre 1185, était un moine cistercien qui fut abbé de la Valroy (1164-1169), puis abbé d'Igny (1169-1179) et enfin abbé de Clairvaux (1179-1185).

## Biographie
Pierre est né en Italie dans une famille noble. Il fut envoyé en France pour y faire ses études puis choisit d'entrer dans l'ordre cistercien. Il devint alors novice à Igny, où il s’éleva au rang de prieur. Il fut ensuite élu abbé de la Valroy vers 1164, où il fut atteint d'une grave maladie qui lui fit perdre un œil, d'où son surnom de monoculus, soit le Borgne. Il a également souffert d'une fistule qu'un chirurgien a jugée inopérable, mais il a survécu.
En 1169, il fut élu abbé d'Igny et retourna ainsi à son monastère d'origine. En 1177, lors d'une visite à Igny, l'abbé Gérard de Clairvaux fut assassiné par un moine nommé Hugues de Bazoches, qui avait été envoyé à Igny par Gérard pour mauvaise conduite. Plutôt que de le punir, Pierre le fit mettre à l'infirmerie. La même année, il était l'un des dix hommes recommandés pour le cardinalat au pape Alexandre III.
En 1179, Pierre fut élu abbé de Clairvaux. En 1180, il effectuait une visite à l'abbaye de Trois-Fontaines lorsque l'abbé Alard fut assassiné dans l'église par l'un des moines. En 1185, il fut invité à rendre visite au pape Lucius III à Vérone, où il recueillit la confession du pape et lui donna la communion. 
Il mourut lors d'une visite à l'abbaye de Foigny le 29 octobre 1185 et son corps est ramené à Clairvaux où il est inhumé. Sa biographie a été écrite par son ami, le bénédictin Thomas de Reuil , qui y raconte de nombreuses anecdotes indiquant la sainteté de Pierre. Il est aujourd'hui considéré comme béatifié et ses miracles réputés sont répertoriés dans les Acta Sanctorum. Son jour de fête est le 18 mai. Certaines de ses histoires ont été incorporées dans la Maríu saga (en), écrite en vieux norrois, sous le titre Af Pétro Clarevallensis.